# Wissenschaft des Judentums
La Wissenschaft des Judentums (Scienza del Giudaismo) è un movimento fondato a Berlino nel 1819 da Leopold Zunz. Altri rappresentanti sono Eduard Gans, Heinrich Graetz, Moritz Steinschneider e Leo Baeck.

## Scopo
Ispirata dalle idee espresse dall'Haskalah e dalla spinta filosofica di Moses Mendelssohn, la Scienza del Giudaismo propone uno studio critico della cultura ebraica, integrando un approccio storico e scientifico che ne definisca i caratteri identitari. Le finalità del movimento sono rivolte all'integrazione degli ebrei nella società moderna (in particolare quella tedesca), alla rigenerazione del Giudaismo e all'emancipazione civile.
| Controllo di autorità | LCCN (EN) sh2008004882 · J9U (EN, HE) 987007556949205171 |